# سوشهری
سوشهری (به ترکی استانبولی: Suşehri) شهری است در کشور ترکیه که در استان سیواس واقع شده‌است. جمعیت این شهر بر اساس سرشماری سال ۲۰۰۸ میلادی ۱۳٬۷۱۵ نفر و بر اساس برآوردهای سال ۲۰۰۹ میلادی ۱۳٬۴۸۹ نفر می‌باشد.